# TV Jadran
TV Jadran je hrvatska komercijalna televizijska postaja ovlaštena za emitiranje cjelodnevnoga programa na području Splitsko-dalmatinske županije. Gleda se još i u rubnim dijelovima dvije dalmatinske, i tri bosanskohercegovačke županije.
S emitiranjem programa započinje po dobivanju koncesije za emitiranje televizijskog programa, u siječnju 2004. godine. 
TV Jadran se gleda i od pučinskih otoka Središnje Dalmacije (Vis, Hvar, Korčula), do prekograničnih gradova, općina i mjesta Zapadne, Središnje hercegovačke i Istočne hercegovačke županije, na pravcu Kupres-Stolac.
Koncepciju svog programa Televizija Jadran temelji u prvom redu na informativnom programu, ali i na emisijama iz područja politike, kulture, sporta, gospodarstva, zabave itd. 
Pečat cjelokupnom programu daje jutarnji kontakt-program s mozaičnom emisijom “Jutarnja ćakula”, ali prije svega originalne emisije u popodnevnom i večernjem terminu. 
Značajnije emisije: Vijesti Televizije Jadran, Jutarnja Ćakula, mozaična emisija, Time out, sportska emisija, Agrosvijet, emisija o poljoprivredi, Ćakula kroz život, emisija socijalne tematike, Aktualno, talk politička i gospodarska emisija s aktualnom problematikom, Kratki rezovi, emisija o filmu, Cenzura, politička emisija Eugena Jakovčića, Auto moto nautic vision, emisija o auto moto industriji, Shalsha, glazbena top-ljestvica, Vidljivi tragovi, vjerska emisija, Naše zdravlje, specijalizirana emisija o medicini, Poticaji duha, predavanja don Ivana Grubišića, Laku Noć, Hrvatska…, uz, naravno, prijenose i snimke sportskih, kulturnih, glazbenih i ostalih događanja na ovom području.

## Vanjske poveznice
- TV Jadran